# Фарнак I (Понт)
Фарнак I (на гръцки: Φαρνάκης) е петият цар на Понтийското царство и наследява баща си Митридат III.

## Управление
Датата на качването му на трона не е сигурна, но вероятно той е владетел през 183 пр.н.е., когато е подчинен град Синоп, който отдавна е обект на интерес и желано завоевание от понтийските царе. От Родос изпращат посланици в Рим, за да се оплачат от агресията, но римляните не предприемат никакви действия срещу Понт. По същото време Фарнак I има спор със съседа си Евмен II цар на Пергам, което води до многократно изпращане на делегации към Рим и от двете страни и частични военни действия.
През пролетта на 181 пр.н.е., без да чака завръщането на делегацията си, Фарнак внезапно атакува и Евмен II и Ариарат IV, също така навлиза в Галация с голяма армия. Евмен събира силите си, за да се изправи срещу него, но военните действия са прекъснати от пристигането на римски посланик, назначен от сенатa да разгледа споровете между страните. Провеждат се преговори в Пергам, които не дават резултат. Исканията на Фарнак са отхвърлени от Рим като неразумни, в резултат на което войната е подновена.
Военните действия продължават до 179 пр.н.е., когато Фарнак, осъзнавайки че не може да се справи с обединените армии на Евмен и Ариарат, е принуден да сключи мир и да предаде завоеванията си в Галация и Пафлагония с изключение на град Синоп. Колко време продължава управлението му след това не се знае, но от различни писания изглежда, че Фарнак е на трона и през 170 пр.н.е. и със сигурност е вече мъртъв през 154 пр.н.е., когато неговият брат Митридат IV Филопатор е споменаван като цар.
Фарнак I поддържа добри отношения с гръцките полиси Атина и Делос и им изпраща дарения. Той е женен за Ниса, дъщеря на селевкидската царица Лаодика IV. Негови деца са Митридат V (Понт), Ниса (Кападокия) и Лаодика. Историкът Полибий споделя мнението, че Фарнак имал арогантен и агресивен характер.